# Ванинське
Ва́нинське (рос. Ванинское) — присілок у складі Підосиновського району Кіровської області, Росія. Входить до складу Демьяновського міського поселення.
Населення становить 4 особи (2010, 11 у 2002).
Національний склад станом на 2002 рік — росіяни 100 %.